# Jean Pollet
Jean Pollet (ur. 18 lipca 1912, zm. w lipcu 1982) – szwajcarski koszykarz, uczestnik Letnich Igrzysk Olimpijskich 1936 i 1948.
Na igrzyskach w Berlinie wraz z kolegami zajął ex aequo 9. miejsce. Na następnej olimpiadzie w Londynie Szwajcaria zajęła 21. lokatę. Na tej imprezie zdobył 15 punktów,  notując również 10 fauli.